# Kruisbek
De kruisbek (Loxia curvirostra) is een zangvogel uit de familie van vinkachtigen (Fringillidae).

## Kenmerken
Afmeting 15–17 cm, spanwijdte 27–30,5 cm. Daarmee ±15% groter dan vink en groenling. De mannetjes zijn iets groter dan de vrouwtjes, het gewicht is echter gelijk gemiddeld ongeveer 40 g. Het verenkleed van het mannetje is overwegend rood met een grauwwitte gestreepte buik, een zwarte staart en zwarte vleugels. Het vrouwtje heeft een olijfgroene bovenzijde en een geelachtige stuit en onderzijde.

## Voedsel
Het voedsel bestaat voornamelijk uit zaden van naaldbomen. Vooral van sparrensoorten, maar in de zuidelijke delen van het verspreidingsgebied ook dennen. Deze zaden kunnen ze hangend aan de kegels eruit verwijderen, hoewel ze soms ook een hele kegel afbijten en meenemen naar een zitplaats (meestal op een gevorkte tak) om daar de zaden te verwijderen. Een kruisbek kan daarbij soms vliegen met een kegel die even zwaar is als hijzelf. De zaden van dennen zitten in de grotere en hardschubbige kegels, waardoor de vogels die zich voornamelijk hiermee voeden een iets zwaardere snavel hebben. Bij voedselgebrek zullen de vogels, die vooral sparrenzaden eten overschakelen op dennenzaden.

## Verspreiding en leefgebied
De soort komt in het boreale gebied van Eurazië voor en zuidelijk daarvan voornamelijk in gebergten. De verspreiding bevindt zich binnen juli isotherm 15° en 21° in naaldbossen (in het noorden voornamelijk sparren, zuidelijk ook dennenbossen). De kruisbek was in West-Europa aanvankelijk een echte invasievogel, die vanaf de nazomer aankwam en bleef tot in de winter. De oudst gedocumenteerde invasie was in 1251 in Groot-Brittannië. Deze soort komt ook in Noord- en Midden-Amerika voor.
De soort telt negentien ondersoorten:
- L. c. curvirostra: van noordelijk, westelijk en centraal Europa tot noordoostelijk Siberië en noordelijk Mongolië.
- L. c. balearica: centraal en zuidelijk Spanje en de Balearen.
- L. c. corsicana: Corsica.
- L. c. poliogyna: zuidelijk Italië en noordwestelijk Afrika.
- L. c. guillemardi: van de oostelijke Balkan en Turkije tot de Kaukasus en zuidelijk Oekraïne.
- L. c. altaiensis: noordoostelijk Kazachstan, zuidwestelijk Siberië en westelijk Mongolië.
- L. c. tianschanica: van zuidoostelijk Kazachstan tot Tadzjikistan en noordwestelijk China.
- L. c. himalayensis: van de Himalaya tot zuidelijk China.
- L. c. meridionalis: zuidelijk Vietnam.
- L. c. japonica: zuidoostelijk Siberië, noordoostelijk China, Korea, Sachalin, de Koerilen en Japan.
- L. c. luzoniensis: Luzon van de noordelijke Filipijnen.
- L. c. minor: zuidoostelijk Canada en de noordoostelijke Verenigde Staten.
- L. c. percna: Newfoundland.
- L. c. sitkensis: van de zuidkust van Alaska tot de westkust van de Verenigde Staten.
- L. c. bendirei: inlands zuidwestelijk Canada en de inlandse noordwestelijke Verenigde Staten.
- L. c. benti: de centrale Rocky Mountains.
- L. c. grinnelli: van de westelijk-centrale tot de zuidwestelijke Verenigde Staten.
- L. c. stricklandi: van de zuidwestelijke Verenigde Staten tot zuidelijk Mexico.
- L. c. mesamericana: van Guatemala en Belize tot Nicaragua.

De ondersoort   L. c. sinesciuris: South Hills  en de Albion Moutains (Idaho) wordt sinds 2017 ook als aparte soort de idahokruisbek opgevat..

## Voorkomen in Nederland en Vlaanderen
De eerste helft van de 20e eeuw was er in Nederland ongeveer om de 6 à 7 jaar een invasie. Deze frequentie is inmiddels toegenomen tot eens per 3 à 4 jaar terwijl ook de aantallen toegenomen zijn. Doordat in de crisisjaren veel naaldbossen zijn aangeplant zijn er incidenteel vogels blijven broeden. Aanvankelijk was dit sporadisch, na een grote invasie en meestal werd dan in januari-februari gebroed. Sinds 1975 is het een jaarlijkse broedvogel (aanvankelijk 25-400 paar), die met name sinds de jaren tachtig sterk in aantal is toegenomen tot ongeveer 3500 paren na een invasiejaar. Dit heeft vermoedelijk te maken met het toegenomen aantal naaldbomen met zaadkegels als gevolg van de aanplant van naaldbossen in de jaren dertig en veertig. Sinds 1984 is ook het broedseizoen meer verspreid over het jaar. De Nederlandse populatie heeft een zeer slecht broedresultaat (in het jaar 1991 1 jong per 10 paar).

Volgens Sovon schommelde in de periode 1990–2007 het aantal broedparen tussen de 100 en de 3500 paar in Nederland. Er waren in die periode minstens twee topjaren in het aantal broedparen (1997/8 en 2002/3). In de periode 2018–2020 is het aantal broedparen geschat 400-800.
De soort staat niet op de Nederlandse Rode Lijst. De kruisbek staat op de Vlaamse Rode Lijst als onvoldoende gekend. De soort staat als niet bedreigd op de internationale Rode Lijst van de IUCN.

## Voortplanting

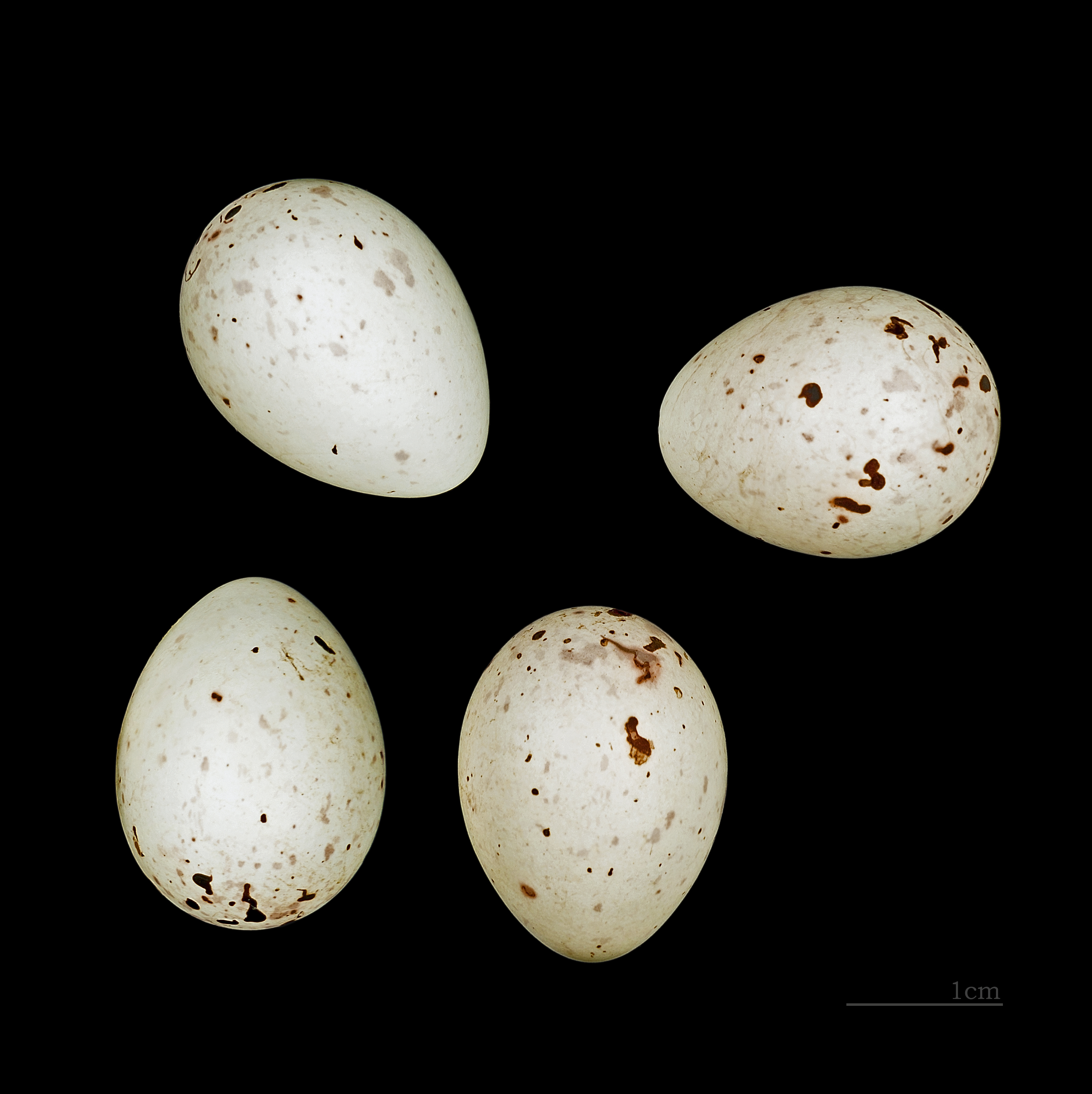
Eieren

Een legsel omvat meestal 3 à 4 grijsblauwachtige eieren, ze worden door het vrouwtje in 14–15 dagen uitgebroed, waarna de jongen door beide ouders verzorgd worden. Gedurende de eerste 7–10 dagen worden de jongen door het vrouwtje warm gehouden, na 20–25 dagen verlaten ze het nest, waarna ze nog 3 tot 6 weken door de ouders gevoed worden. De vogel broedt meestal twee keer per jaar.

## Meer over invasies
Hoe de invasies tot stand komen is nog niet helemaal duidelijk. Het kan veroorzaakt worden door voedselgebrek in de belangrijkste broedgebieden, een ongewoon groot aantal jongen of een combinatie hiervan. Het aantal jonge vogels, dat tijdens een invasie wordt waargenomen varieert erg sterk, met als extremen 80% in 1979 tegen 10% in 1987.
Tijdens invasies bereiken kruisbekken gebieden waar ze anders nooit voorkomen zoals op IJsland en Groenland.
Op de totale populatie is de Nederlandse onbelangrijk. De totale Europese populatie (1,5 à 2 miljoen), hoewel sterk fluctuerend, vertoont de laatste decennia eerder een stijging dan een daling.

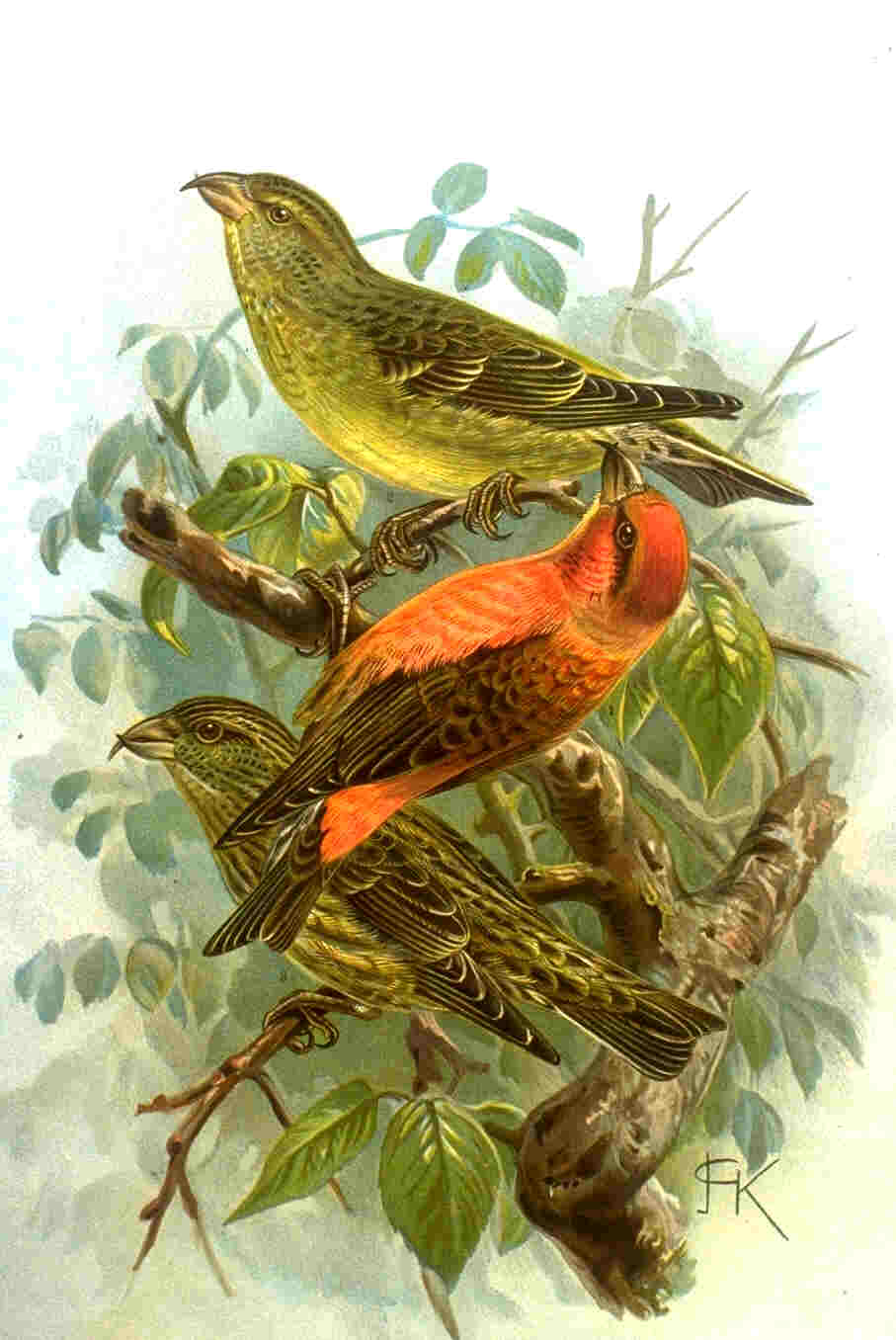
Loxia curvirostra (1905), Naumann, Naturgeschichte der Vögel Mitteleuropas